# Demi
Demi is een voornaam van Griekse oorsprong, vooral in zwang als meisjesnaam. Vooral in de vorm Demy wordt de naam ook wel aan jongens gegeven.
De naam Demi werd voornamelijk gebruikt in Griekenland en kwam pas in de jaren negentig van de 20e eeuw in Nederland in gebruik. Het is een verkorte vorm van Demetria, wat "dochter van Demeter" betekent. De mannelijke vorm hiervan ("zoon van Demeter") luidt Demetrios, ook bekend in de variant Dimitri. De naam van de godin Demeter betekent wellicht 'Moeder Aarde'.
Demi is ook het Franse woord voor 'half'; de vrouwelijke vorm hiervan is demie.

## Bekende naamdragers
- Demi Moore
- Demi Lovato
- Demy de Zeeuw
- Demy (zangeres)